# Leichberg (Oesterbehringen)
Der Leichberg hat eine Gipfelhöhe von 324,9 m ü. NN. Er liegt im Nordteil in der Gemarkung von Oesterbehringen im Wartburgkreis, der Südteil gehört zu Nessetal, Landkreis Gotha. Der Berg markiert somit abschnittsweise den Grenzverlauf zwischen dem Landkreis Gotha und dem Wartburgkreis in Thüringen.
Der Leichberg befindet sich an der Grenze zwischen Hainich und Thüringer Becken am Rande des Nessetales bei Friedrichswerth dem Ortsteil Oesterbehringen der Gemeinde Hörselberg-Hainich.
Auf dem markanten Leichberg, der auch als Leuchtberg bezeichnet wird, soll sich ein frühgeschichtlicher Kultplatz befunden haben. Die Umgebung des Berges ist reich an Bodenfunden. Auf dem Gipfel des Berges wurde 1896 für den Reichskanzler Fürst Bismarck ein Denkmal errichtet. Die Gedenkstätte wurde im Jahr 2009 restauriert.